# هول وأوتس
هول وأوتس (بالإنجليزية: Hall & Oates)‏ تشكل الثنائي الأمريكي لموسيقى البوب والروك عام 1970 في فيلادلفيا. داريل هول هو المطرب الرئيسي بشكل عام، ويعزف جون أوتس بشكل أساسي على الجيتار الكهربائي ويضيف أصواتًا داعمة. يكتب الاثنان معظم الأغاني التي يؤدونها، بشكل منفصل أو بالتعاون. حقق الثنائي أكثر شهرتهم من منتصف السبعينيات إلى منتصف الثمانينيات من القرن الماضي بمزيج من موسيقى الروك أند رول والإيقاع والبلوز.
صعد الثنائي ستة مرات إلى المركز الأول على قوائم الهوت بيلبورد مع الأغاني:
فتاة ثرية (1976) Rich Girl
قبلة على قائمتي (Kiss on My List (1981
عيون خاصة (Private Eyes (1981
لا يمكنني المضي في هذا (لا يمكنني أن أفعل ذلك) (I Can't Go for That (No Can Do) (1981
آكلة الرجال (Maneater (1982
بعيد عن اللمس (Out of Touch (1984
إجمالاً، كان لديهم 34 أغنية ظهرت على قائمة الهوت بيلبورد، وسبعة ألبومات بلاتينية، وستة ألبومات ذهبية. أطلقت مجلة بيلبورد عليهم اسم الثنائي الأكثر نجاحًا في عصر موسيقى الروك، متجاوزًا سيمون وغارفانكل وإيفرلي براذرز. حقق الثنائي نجاحًا معتدلًا في المملكة المتحدة مع اثنين من أفضل عشرة ألبومات في المملكة المتحدة، وقضوا ما مجموعه 117 أسبوعًا في قوائم أفضل 75 ألبومًا في المملكة المتحدة و 84 أسبوعًا في قوائم أفضل 75 ألبومًا في المملكة المتحدة.
في عام 2003، تم إدخال الثنائي في قاعة مشاهير كتاب الأغاني. صنفت مجلة بيلبورد الثنائي هول وأوتس المركز الخامس عشر على قائمتها لأعظم 100 فنان في كل العصور والثنائي رقم 1، بينما صنفت محطة «في اتش 1» VH1 الثنائي في المرتبة 99 على قائمتهم لأعظم 100 فنان في كل العصور. تم إدخالهم في قاعة مشاهير الروك آند رول Rock and Roll Hall of Fame في أبريل 2014. في 2 سبتمبر 2016، حصلوا على نجمة في ممشى المشاهير في هوليوود Hollywood Walk of Fame.

## وصلات خارجية
- الموقع الرسمي
- halloates على تويتر.
- "Hall & Oates"—Presented in Behind the Music: Remastered by في إتش 1